# Nomada jammuensis
Nomada jammuensis är en biart som beskrevs av Schwarz 1990. Nomada jammuensis ingår i släktet gökbin, och familjen långtungebin. Inga underarter finns listade i Catalogue of Life.